# Michel van de Korput
Michel van de Korput, all'anagrafe Michaël Antonius Bernardus van de Korput (Wagenberg, 18 settembre 1956), è un ex calciatore olandese, di ruolo difensore.

## Carriera

### Club
In occasione della riapertura in Italia delle frontiere nella stagione 1980-1981, dopo anni di chiusura ai calciatori provenienti da federazioni estere, il Torino approfittò per acquistare van de Korput per 670 milioni (130 di ingaggio), proveniente dal Feyenoord, nazionale olandese. L'affare si concluse su interessamento del suocero di Johan Cruijff, suo procuratore.
Esordì in Coppa UEFA contro i belgi del RWD Molenbeek davanti ai propri tifosi al Comunale, realizzando un'autorete. In seguito, su decisione dell'allenatore Ercole Rabitti venne promosso libero il giovane Marco Masi proveniente dal vivaio in alternanza a Renato Zaccarelli o Roberto Salvadori e l'anno seguente il nuovo allenatore Massimo Giacomini provò l'olandese nel ruolo di laterale di marcatura con Zaccarelli nel ruolo di libero.
Van de Korput venne confermato anche per la stagione 1982-1983 sotto la guida di Eugenio Bersellini finché, alla scadenza del contratto triennale, la società preferì puntare su Giancarlo Corradini lasciandolo libero di trasferirsi all'estero. In totale per lui 102 presenze in maglia granata, 72 in campionato (con un gol all'attivo, in occasione del pareggio interno con il Verona del 24 aprile 1983), 26 in Coppa Italia e 4 in Coppa UEFA.
Nel 1983 tornò al Feyenoord ove vinse il campionato 1983-1984. L'anno successivo si trasferì al Colonia dove concluse la carriera a seguito di un infortunio.

## Statistiche
| Stagione         | Squadra          | Campionato       | Campionato | Campionato | Coppe nazionali | Coppe nazionali | Coppe nazionali | Coppe continentali | Coppe continentali | Coppe continentali | Altre coppe | Altre coppe | Altre coppe | Totale | Totale | Totale |
| Stagione         | Squadra          | Comp             | Pres       | Reti       | Comp            | Pres            | Reti            | Comp               | Pres               | Reti               | Comp        | Pres        | Reti        | Pres   | Reti   |        |
| ---------------- | ---------------- | ---------------- | ---------- | ---------- | --------------- | --------------- | --------------- | ------------------ | ------------------ | ------------------ | ----------- | ----------- | ----------- | ------ | ------ | ------ |
| 1974-1975        | Feyenoord        | ED               | 1          | 0          | CO              | -               | -               | CC                 | -                  | -                  |             | -           | -           | 1      | 0      |        |
| 1975-1976        | Feyenoord        | ED               | 17         | 0          | CO              | 1               | 0               | CU                 | -                  | -                  |             | -           | -           | 18     | 0      |        |
| 1976-1976        | Feyenoord        | ED               | 30         | 0          | CO              | 2               | 0               | CU                 | 7                  | 0                  |             | -           | -           | 39     | 1      |        |
| 1977-1978        | Feyenoord        | ED               | 24         | 1          | CO              | 2               | 1               |                    | -                  | -                  |             | -           | -           | 26     | 1      |        |
| 1978-1979        | Feyenoord        | ED               | 32         | 1          | CO              | 1               | 0               |                    | -                  | -                  |             | -           | -           | 33     | 1      |        |
| 1979-1980        | Feyenoord        | ED               | 29         | 0          | CO              | 6               | 0               | CU                 | 5                  | 0                  |             | -           | -           | 40     | 0      |        |
| 1980-1981        | Torino           | A                | 22         | 0          | CI              | 7               | 0               | CU                 | 5                  | 0                  |             | -           | -           | 34     | 0      |        |
| 1981-1982        | Torino           | A                | 23         | 0          | CI              | 9               | 0               |                    | -                  | -                  |             | -           | -           | 32     | 0      |        |
| 1982-1983        | Torino           | A                | 27         | 1          | CI              | 10              | 0               |                    | -                  | -                  |             | -           | -           | 37     | 1      |        |
| Totale Torino    | Totale Torino    | Totale Torino    | 72         | 1          |                 | 26              | 0               |                    | 5                  | 0                  |             | -           | -           | 103    | 1      |        |
| 1883-1984        | Feyenoord        | ED               | 32         | 0          | CO              | 7               | 1               | CU                 | 2                  | 0                  | -           | -           | -           | 41     | 1      |        |
| 1984-1985        | Feyenoord        | ED               | 30         | 2          | CO              | 2               | 0               | CC                 | 2                  | 0                  |             | -           | -           | 34     | 2      |        |
| Totale Feyenoord | Totale Feyenoord | Totale Feyenoord | 195        | 4          |                 | 21              | 2               |                    | 16                 | 0                  |             | -           | -           | 232    | 6      |        |
| 1985-1986        | Colonia          | BL               | 27         | 0          | CG              | 2               | 0               | CU                 | 10                 | 1                  | -           | -           | -           | 39     | 1      |        |
| Totale carriera  | Totale carriera  | Totale carriera  | 294        | 5          |                 | 49              | 2               |                    | 31                 | 1                  |             | -           | -           | 374    | 8      |        |

### Cronologia presenze e reti in nazionale
| Cronologia completa delle presenze e delle reti in nazionale ― Paesi Bassi | Cronologia completa delle presenze e delle reti in nazionale ― Paesi Bassi | Cronologia completa delle presenze e delle reti in nazionale ― Paesi Bassi | Cronologia completa delle presenze e delle reti in nazionale ― Paesi Bassi | Cronologia completa delle presenze e delle reti in nazionale ― Paesi Bassi | Cronologia completa delle presenze e delle reti in nazionale ― Paesi Bassi | Cronologia completa delle presenze e delle reti in nazionale ― Paesi Bassi | Cronologia completa delle presenze e delle reti in nazionale ― Paesi Bassi |
| Data                                                                       | Città                                                                      | In casa                                                                    | Risultato                                                                  | Ospiti                                                                     | Competizione                                                               | Reti                                                                       | Note                                                                       |
| -------------------------------------------------------------------------- | -------------------------------------------------------------------------- | -------------------------------------------------------------------------- | -------------------------------------------------------------------------- | -------------------------------------------------------------------------- | -------------------------------------------------------------------------- | -------------------------------------------------------------------------- | -------------------------------------------------------------------------- |
| 26-9-1979                                                                  | Rotterdam                                                                  | Paesi Bassi                                                                | 1 – 0                                                                      | Belgio                                                                     | Amichevole                                                                 | -                                                                          | 46’                                                                        |
| 21-11-1979                                                                 | Lipsia                                                                     | Germania Est                                                               | 2 – 3                                                                      | Paesi Bassi                                                                | Qual. Euro 1980                                                            | -                                                                          |                                                                            |
| 23-1-1980                                                                  | Vigo                                                                       | Spagna                                                                     | 1 – 0                                                                      | Paesi Bassi                                                                | Amichevole                                                                 | -                                                                          | Ammonizione                                                                |
| 11-6-1980                                                                  | Napoli                                                                     | Grecia                                                                     | 0 – 1                                                                      | Paesi Bassi                                                                | Euro 1980 - 1º turno                                                       | -                                                                          |                                                                            |
| 14-6-1980                                                                  | Napoli                                                                     | Germania Ovest                                                             | 3 – 2                                                                      | Paesi Bassi                                                                | Euro 1980 - 1º turno                                                       | -                                                                          |                                                                            |
| 17-6-1980                                                                  | Milano                                                                     | Cecoslovacchia                                                             | 1 – 1                                                                      | Paesi Bassi                                                                | Euro 1980 - 1º turno                                                       | -                                                                          |                                                                            |
| 10-9-1980                                                                  | Dublino                                                                    | Irlanda                                                                    | 2 – 1                                                                      | Paesi Bassi                                                                | Qual. Mondiali 1982                                                        | -                                                                          | 46’                                                                        |
| 19-11-1980                                                                 | Bruxelles                                                                  | Belgio                                                                     | 1 – 0                                                                      | Paesi Bassi                                                                | Qual. Mondiali 1982                                                        | -                                                                          |                                                                            |
| 9-9-1981                                                                   | Rotterdam                                                                  | Paesi Bassi                                                                | 2 – 2                                                                      | Irlanda                                                                    | Qual. Mondiali 1982                                                        | -                                                                          |                                                                            |
| 14-10-1981                                                                 | Rotterdam                                                                  | Paesi Bassi                                                                | 3 – 0                                                                      | Belgio                                                                     | Qual. Mondiali 1982                                                        | -                                                                          |                                                                            |
| 18-11-1981                                                                 | Parigi                                                                     | Francia                                                                    | 2 – 0                                                                      | Paesi Bassi                                                                | Qual. Mondiali 1982                                                        | -                                                                          | 60’ 72’                                                                    |
| 23-3-1982                                                                  | Glasgow                                                                    | Scozia                                                                     | 2 – 1                                                                      | Paesi Bassi                                                                | Amichevole                                                                 | -                                                                          | Ammonizione                                                                |
| 14-4-1982                                                                  | Eindhoven                                                                  | Paesi Bassi                                                                | 1 – 0                                                                      | Grecia                                                                     | Amichevole                                                                 | -                                                                          |                                                                            |
| 25-5-1982                                                                  | Londra                                                                     | Inghilterra                                                                | 2 – 0                                                                      | Paesi Bassi                                                                | Amichevole                                                                 | -                                                                          |                                                                            |
| 1-9-1982                                                                   | Reykjavík                                                                  | Islanda                                                                    | 1 – 1                                                                      | Paesi Bassi                                                                | Qual. Euro 1984                                                            | -                                                                          |                                                                            |
| 22-9-1982                                                                  | Rotterdam                                                                  | Paesi Bassi                                                                | 2 – 1                                                                      | Irlanda                                                                    | Qual. Euro 1984                                                            | -                                                                          |                                                                            |
| 10-11-1982                                                                 | Rotterdam                                                                  | Paesi Bassi                                                                | 1 – 2                                                                      | Francia                                                                    | Amichevole                                                                 | -                                                                          |                                                                            |
| 19-12-1982                                                                 | Aquisgrana                                                                 | Malta                                                                      | 0 – 6                                                                      | Paesi Bassi                                                                | Qual. Euro 1984                                                            | -                                                                          |                                                                            |
| 16-2-1983                                                                  | Siviglia                                                                   | Spagna                                                                     | 1 – 0                                                                      | Paesi Bassi                                                                | Qual. Euro 1984                                                            | -                                                                          |                                                                            |
| 1-5-1985                                                                   | Vienna                                                                     | Austria                                                                    | 1 – 1                                                                      | Paesi Bassi                                                                | Qual. Mondiali 1986                                                        | -                                                                          |                                                                            |
| 14-5-1985                                                                  | Budapest                                                                   | Ungheria                                                                   | 0 – 1                                                                      | Paesi Bassi                                                                | Qual. Mondiali 1986                                                        | -                                                                          |                                                                            |
| 16-10-1985                                                                 | Bruxelles                                                                  | Belgio                                                                     | 1 – 0                                                                      | Paesi Bassi                                                                | Qual. Mondiali 1986                                                        | -                                                                          |                                                                            |
| 20-11-1985                                                                 | Rotterdam                                                                  | Paesi Bassi                                                                | 2 – 1                                                                      | Belgio                                                                     | Qual. Mondiali 1986                                                        | -                                                                          | 46’                                                                        |
| Totale                                                                     |                                                                            | Presenze                                                                   | 23                                                                         |                                                                            | Reti                                                                       | 0                                                                          |                                                                            |

## Palmarès

### Club
- Campionato olandese: 1

Feyenoord: 1983-1984
- Coppa dei Paesi Bassi: 2

Feyenoord: 1980, 1984